# Gérard Jacob-Kolb
Gérard Jacob-Kolb est un écrivain français du XIXe siècle et un collectionneur. Né à Reims le 15 octobre 1775, mort à Paris le 15 janvier 1830, il fut enterré au cimetière du Père-Lachaise.

## Pseudonymes
Le chevalier de J., et celui plus transparent : Gérard Jacob-K.

## Œuvres
- Recherches historiques sur les antiquités d'Augst... en Suisse, ouvrage traduit de l'allemand... par Gérard Jacob-Kolb,... suivi d'une notice de M. Aubert-Parent sur les fouilles faites sous sa direction, en 1803, dans l'emplacement qu'occupait la ville d'Augst du temps des Romains, Reims[2], Delaunois, 1823, In-8° de  81 pages.
- Description historique de la ville de Rheims, par Gérard Jacob-K.,..., Reims[3], Brissart-Carolet, 1825, In-8° de 130 pages et de planche(s) ?.
- Traité élémentaire de numismatique ancienne grecque et romaine composé d'après celui d'Eckhel,...par Gérard Jacob K.,...., Paris, Aimé-André, 1825, 2 tomes en 1 vol. in-8°.

## Collections
Lacatte-Joltrois nous apprend que Jacob-Kolb fit plusieurs collections dont il s'en sépara: histoire naturelle, géologie, numismatique, autographes et bibliophilie. Dans ce dernier domaine, Jacob-Kolb truffa ces livres de dessins originaux en rapport avec le sujet. Le 3 novembre 1829 à Paris, chez le commissaire Regnard-Silvestre eut lieu une vente de cette collection d'ouvrages, désignée comme de la bibliothèque de M. le C. J.. Il y eut, dans cette vente, une série de portraits d'écrivains dessinés par Antoine Chazal.